# Triglops pingelii
Triglops pingelii és una espècie de peix pertanyent a la família dels còtids.

## Descripció
- El mascle fa 20 cm de llargària màxima i la femella 20,2.
- Aleta caudal petita.[6][7]

## Alimentació
Menja crustacis petits (normalment, amfípodes i Mysida) i, de tant en tant, poliquets i peixos.

## Depredadors
A Noruega és depredat per Hippoglossoides platessoides i a Alaska per l'halibut del Pacífic (Hippoglossus stenolepis).

## Hàbitat
És un peix marí, demersal i de clima temperat (79°N-41°N) que viu entre 0-930 m de fondària (normalment, entre 18 i 91).

## Distribució geogràfica
Es troba als Estats Units (incloent-hi Alaska), el Canadà, Dinamarca, Finlàndia, Grenlàndia, el Japó, Corea, Noruega (incloent-hi Svalbard) i Rússia.

## Observacions
És inofensiu per als humans.